# 英語の文法
この項では英語の文法を解説する。
以下では現代言語学における一般的な生成文法に基づく構文記法ではなく、日本の義務教育や高校教育で使われる、いわゆる伝統文法に基づく構文記法を採用する。生成文法に基づく英文法の理論については英語学#統語論を参照。

## 文法的特徴
他の印欧諸語、特に欧州の諸言語と比較して、現代英語には以下のような文法的特徴がある。
1. 名詞に性がない。a と an、these と those といったごく一部の限定詞だけが、数によってのみ変化する。
2. 動詞の変化が単純化・簡易化している。しかし不規則動詞の数は比較的多い。規則動詞の変化形は過去時制の -ed、現在時制・動名詞の -ing、三人称単数現在形の -(e)s のみである。不規則動詞では現在形、過去形、過去分詞で語幹変化が見られる。
3. 西欧の言語の大半と同じく、名詞の格変化がほぼ消失しており、代名詞に残るのみである。ただし、該当の他言語とは大きく異なり、加えて動詞の人称活用もほとんどないため、格関係を示すものとして、前置詞以外には、語順が非常に大きな役割を持っている。
4. 複雑な時間表現がある。下記の時制の章を参照。
5. 否定文、疑問文で無内容の助動詞 do を用いる。これは英語以外の印欧語にはあまり見られない特徴である。
6. 主語の働きが強く、形式主語文や無生物主語文などが発達している。
7. 二人称では単複・親疎の区別をせず you のみを使う。

## 名詞

### 代名詞
人称代名詞については英語の人称代名詞を参照。

#### 人称疑問詞・関係代名詞 「who」 の格変化
人称疑問詞・関係代名詞who は、単複関係なく主格 who / 所有格 whose / 目的格 whom の格変化をするのみである。

### 可算名詞と不可算名詞
英語には可算名詞と不可算名詞の区別がある。何が不可算であるか、日本人にとってわかりにくいものが多い。例えば furniture「家具」や集合的に扱われる fruit「果物」は不可算だが、vegetable「野菜」は可算で、「two pieces of cloud」「many drops of tear」と言いたくなるところが「two clouds」「many tears」となる。学問名のmathematics「数学」などは、-s がついているにもかかわらず不可算で、単数扱いである。

#### 常に複数の名詞
pants「ズボン」、glasses「めがね」、scissors「はさみ」などは常に複数形で使われる。police「警察」、people「人民」、human「人」、cattle「牛」のような集合名詞も複数として扱われる。逆にthe United Statesやthe United Nationsのような「連合体」はつづりは複数でも単数扱い。

#### 名詞による名詞の修飾と数
別の語を修飾している名詞は複数形にならない（例: a two-way communication [双方向通信]）。

#### 複数変化
可算名詞には単数形では不定冠詞をつけ、複数では語尾に「s」を付する。語が無声音で終わっていれば発音は /s/、有声音なら /z/ となる。歯擦音に終わる語ではes /ɨz/ を付する（例: dish/dishes）。また「f」/f/ で終わる語の中には /f/ が有声化し /v/ となる語があり、つづりの上では f を v に変えて es /z/ を加える（例: leaf/leaves）。o で終わる語は、その前の字が子音字の場合は es /z/ を加える（例: potato/potatoes、ただしzeroは例外的にzeros、patioは直前が子音字でないのでpatios）。y で終わる語は、その前の字が子音字の場合は y を i に変えて es を加える（例: company/companies、ただしkeyはyの直前が子音字でないのでkeys）。
一部の名詞は不規則に変化する。歴史的には、古英語時代にはさまざまな複数形の作り方があったのが、-s 形に統一されていったもので、これらの語は古形が残存したものであることが多い。
- 単複同形 （例: sheep、aircraft）
- 母音が変化するもの （例: man/men、foot/feet）
- -en がつくもの （例: ox/oxen、child/children） など

ほかに、借用語では元の言語の変化方法に従うことが多い（例: medium/media、fungus/fungi）。

#### 名詞の所有表現
ある名詞が何らかを所有していることを表し直後に置かれる他の名詞を形容詞的に修飾する場合、もとの語が歯擦音で終わっているならば /ɨz/ を、無声音で終わっている場合は /s/ を、有声音で終わっている場合は /z/ をつける。正書法上はいずれも 's と記す。ただし -s に終わる複数の場合は何もつけず、つづりの上では '（アポストロフィのみ）を付する。-s で終わる固有名詞でも ' のみをつける場合がある。's は歴史的には属格に由来するが、属格と異なり、たとえば「スペイン王の」は king of Spain's と言い、*king's of Spain にはならない。
また、前置詞 of を用いて所有関係を表す。このフランス語からの借用表現は英語の表現の自由度を向上させた。
例：
- The judge's decision / Decision of the judge :裁判官の決定
- The judges' decision / Decision of the judges :裁判官たちの決定
- Horus' battleship / Battleship of Horus :ホルスの戦艦

#### 派生名詞
他の品詞の語に語尾を追加して名詞化する例が多い。
- 動詞 + -er または -or …する人 例:batter
- 動詞 + -ing …すること 例:batting
- 動詞 + -ment …すること 例:settlement
- 形容詞 + -ness …であること 例:madness
- 形容詞 + -ity …であること 例:possibility
  - 形容詞 + -ality …であること 例:commonality

- 形容詞 + -ist …である人 例:specialist
- 名詞 + -ism …主義または傾向 例:capitalism
- 名詞 + -ist …主義者 例:capitalist

元の品詞と意味の派生方法は代表的なものだけを示した。
逆に言えば、これらの語尾で終わる英単語はほぼ間違いなく名詞である。逆にeditor（ラテン語editorより）という名詞から editという動詞、butcher（フランス語boucherより）という名詞から butchという動詞を創出するケースも稀にある。

## 動詞
一般動詞は、法、数、人称による活用をほぼ消失しており、三人称単数現在形で-sが付されるだけである。時制による変化は不規則変化動詞においては現在形、過去形でそれぞれ変化するが、規則変化動詞では過去形に -ed 語尾が付されるのみとなる。また、動名詞・現在分詞においては全ての動詞において原形に -ing 語尾を付すれば良い。 現在分詞や過去分詞は形容詞として扱われる。
フランス語やドイツ語と違い、不定形に一見して動詞とわかる綴りの形はない。したがってある単語の原形が与えられたとき、動詞かどうか判断する手段はない。このため語形を変えずに品詞の転換が容易である。例:smoke は名詞では「煙」「タバコの一服」だが、そのまま動詞として「煙を出す」「タバコを吸う」としても使える。

### 法
英語の法は直説法、接続法、命令法、条件法が存在する。

#### 直説法
一般動詞においては過去形、過去分詞形、現在分詞形、動名詞、三人称単数現在形以外では目に見える形で活用せず、実質原形を用いる。

#### 仮定法
中英語期以前までは、現在・過去のいずれの時制でも現れ、それぞれ固有の語形変化をもっていたが、現代では仮定法自体やや特殊な用法となっている。 if などを用いた条件節内においては一般動詞を過去形に、be動詞の場合は were にすることによって法を表現し、条件節以外では助動詞の過去形を用いることによって表現する。仮定法本来の動詞変化が消失したためにこのような形で表現するのであるが、そのせいで動詞の語形変化で表される時制と、仮定法によって叙述される時制にズレが生じる。
- 例:If I were a bird, I could fly into the sky. 「もし私が鳥ならば、空に向かって飛んでいけるのだが。」

これを「仮定法過去」といい、叙述されているのは現在の状態・動作である。
仮定法によって過去の状態・動作を叙述するには、次のような構造を用いる。
- 例:If I had been a bird, I could have flown into the sky. 「もし私が鳥だったならば、空に向かって飛んでいけたのだが。」

条件節内を「助動詞 have の過去形 had+過去分詞」とし、主節内を「助動詞過去形+助動詞 have+過去分詞」とする。これを「仮定法過去完了」という。
仮定法の条件節において if を使わず、助動詞を倒置させることがしばしばある。
- 例:Had I had the money, I could have made my fortune. 「あの金さえあればひとやま築けたのに。」

#### 命令法
動詞を原形で文の最初に置くことによって表現する。命令法以外では文頭に動詞の原形が置かれることはほとんど無い。
- 例:Be quiet. 「静かにしなさい」 Go to school. 「学校に行け」 Open the window. 「窓を開けなさい」

### 時制
英語の基本的な時制は非過去と過去の二つである。これはゲルマン語派系言語に共通する特徴である。過去形は不規則変化動詞においては語幹変化で、規則変化動詞においては -ed 語尾を付して表現する。本来英語には未来時制がないので、未来のことを表現するときは法の助動詞 will, shall を用いて表現したり be going to という慣用表現を用いたりする。直近の予定は現在進行形で表現することもある。
英語の時制、法、相、態は以下のように結びつく。
| 時制                      | 法                       | 相                           | 相                          | 態                         | 動詞 |
| 時制                      | 法                       | 完了形                       | 進行形                      | 態                         | 動詞 |
| ------------------------- | ------------------------ | ---------------------------- | --------------------------- | -------------------------- | ---- |
| Ø （非過去） -ed （過去） | Ø （通常） will （未来） | Ø （通常） have -ed （完了） | Ø （通常） be -ing （進行） | Ø （能動） be -ed （受動） | do   |

時制、法、完了、進行が各2通りあるので、実質的な時間表現は16通りある。不定詞では相および態しか使えない。本来の時制の他、will による未来表現も時制に入れることがある。この場合、-Øが現在、-edが過去、willが未来、wouldが過去未来と呼ばれる。

### 相
英語の相は、完了形と進行形が存在する。

#### 完了形
「助動詞 have + 過去分詞形動詞」によって表される。助動詞 have を過去形 had にすることにより、完了相の時制を表現することが可能である。
- 現在完了の例:She has gone to India.「彼女はインドへ行ってしまった。」
- 過去完了の例:He said that she had gone to India.「彼は、彼女がインドに行ってしまったのだと言った。」

過去完了を用いることにより、間接話法中において、時制の差異を表現することができる。これを「大過去」ともいう。
現在完了と過去時制との違いは、後者が過去における事実を叙述するに過ぎないのに対し、前者は過去の行為が現在に及ぼす影響を含んでいること。したがって現在完了は経験や継続を表すのに使われる。
- 現在完了の例:She has gone to India.「彼女はインドへ行ってしまった。」そのまま戻っていない。
- 過去の例:She went to India.「彼女はインドに行った。」もう戻っているかもしれないし、戻っていないかもしれない。
- 現在完了の例:She has lived in India.「彼女はインドに住んだ経験がある」または「彼女はインドに住み続けている。」
- 過去の例:She lived in India.「彼女はインドに住んでいた。」現在どこに住んでいるかは叙述していない。

古くは自動詞の完了相は「助動詞be + 過去分詞形動詞」によって表されていた。現在でも少数の自動詞は慣用的にこの形をとる。「少数」とはいえ、慣用により頻出である。
- 例 He is gone. 「彼は行ってしまった。」
- 例 The sun is set. 「日は沈んでしまった。」
- 例 I'm done with it. 「私はもう済みました。」

#### 進行形
「助動詞 be + 現在分詞形動詞」によって表される。ただし動作を表す動詞にしか用いることはできない。また助動詞 be を過去形 was, were にすることにより、進行相の過去時制を表現することが可能である。
- 現在進行形の例:She is playing tennis.「彼女はテニスをしている。」
- 過去進行形の例:She was playing tennis.「彼女はテニスをしていた。」

### 態
英語の態は能動態と受動態があり、能動態においては動詞によって表される状態・動作を主語が行うことを表す。一方受動態は、主語が何らかの動作を「されている」ことを表す。受動態は「助動詞 be + 過去分詞」で表現され、その場合の真の動作主は by で導かれる前置詞句によって表されるが、by以下が省略され真の動作主が表されないこともある。ただし、他動詞に限定され、能動態において目的語を取らない自動詞は受動態にできない。また、助動詞 be を過去形 was, were にすることにより、受動態の時制を表現することが可能である。
- 「能動態」の例:He built the dog house.「彼は犬小屋を造った。」
- 「受動態」の例:The dog house was built. 「犬小屋が造られた。」

これらの法・時制・相を組み合わせて複雑な時間軸・動作の表現をすることも論理上可能になる。
- 例:He would say that the building had been being built.「彼は言っただろう、その建物は建設中であったと。」

#### be動詞の活用
原形は be である。仮定法過去においては人称に関係なく were となる。過去分詞形は been、現在分詞、動名詞は being である。
| 直説法 | 一人称 | 一人称 | 二人称 | 三人称 | 三人称 |
| 直説法 | 単数   | 複数   |        | 単数   | 複数   |
| ------ | ------ | ------ | ------ | ------ | ------ |
| 現在形 | am     | are    | are    | is     | are    |
| 過去形 | was    | were   | were   | was    | were   |

#### 人称代名詞とbe動詞の関係
be動詞の変化の仕方などについては、下の表を参照。be動詞は進行形にも使用される。
| 人称 | 人称                        | 人称                        | 主格 (~が/~は) | 目的格 (~に/~を) | 所有格 (~の) | 所有代名詞 (~のもの) | 再帰代名詞 (~自身) | 対応するbe動詞 | 対応するbe動詞 | 対応するbe動詞 | 対応するbe動詞 |
| 人称 | 人称                        | 人称                        | 主格 (~が/~は) | 目的格 (~に/~を) | 所有格 (~の) | 所有代名詞 (~のもの) | 再帰代名詞 (~自身) | 現在形         | 過去形         | 過去分詞       | 現在分詞       |
| ---- | --------------------------- | --------------------------- | -------------- | ---------------- | ------------ | -------------------- | ------------------ | -------------- | -------------- | -------------- | -------------- |
| 単数 | 一人称 (私)                 | 一人称 (私)                 | I              | me               | my           | mine                 | myself             | am             | was            | been           | being          |
| 単数 | 二人称 (あなた)             | 二人称 (あなた)             | you            | you              | your         | yours                | yourself           | are            | were           | been           | being          |
| 単数 | 三人称                      | 男性 (彼)                   | he             | him              | his          | his                  | himself            | is             | was            | been           | being          |
| 単数 | 三人称                      | 女性 (彼女)                 | she            | her              | her          | hers                 | herself            | is             | was            | been           | being          |
| 単数 | 三人称                      | 中性 (それ)                 | it             | it               | its          | -                    | itself             | is             | was            | been           | being          |
| 複数 | 一人称 (私たち)             | 一人称 (私たち)             | we             | us               | our          | ours                 | ourselves          | are            | were           | been           | being          |
| 複数 | 二人称 (あなた達)           | 二人称 (あなた達)           | you            | you              | your         | yours                | yourselves         | are            | were           | been           | being          |
| 複数 | 三人称 (彼ら/彼女ら/それら) | 三人称 (彼ら/彼女ら/それら) | they           | them             | their        | theirs               | themselves         | are            | were           | been           | being          |

例
- I'm Jim. 私はジムです。
- You're playing soccer.  あなたはサッカーをしています。
- She was young. 彼女は若かった。
- It's cold. 寒い。
- Is she a teacher? 彼女は先生ですか?
- What are those? あれらは何ですか？
- Who left their dirty socks on the breakfast table? 誰が朝食机の上に汚れた靴下を放置したの？

#### 動詞を原形で用いる場合
原形で使用する場合もある。
- 助動詞の後  例 It must be true. それは本当に違いない。
- 不定詞のとき  例 Be sure to be there at ten. 10時には必ずそこに行きなさい。
- 命令文のとき  例 Be quiet. どうか静かにしてくれ。
- 要求・提案を表す動詞につづくthat節。ただし、イギリス英語ではshould+動詞の原形となる。  例 I demanded that they be present at all classes. 私は彼らがすべての授業に出ることを要求した。

## 助動詞
助動詞は法、相などの文法的機能を担い、意味を担う本動詞と共に用いる。

### 不定詞を後置する場合
助動詞には直後に原形不定詞を置くものと to不定詞を置くものがある。中でも可能・義務・予定など、話者の意思を表すものは法助動詞と呼ばれ、助動詞の中でも使用の頻度が高い。
- 法助動詞の例:can, will, shall, may, must, need, dare

古英語・中英語期に、一般動詞として使用されてきたものが転じて助動詞となったものがある。must を除く法助動詞は過去形を持ち、本動詞の代わりに語形変化をして過去時制を表す。
- 例:Once I could swim very well.「私はかつて、上手く泳げた。」

英語には元来未来時制は存在しないが、will, shall, be going to を用いることによって未来を表せる。

### 分詞を後置する場合
分詞を後置する助動詞には have, be があり、各々過去分詞・現在分詞と結びついて完了相・進行相を形成する。この場合 have, be は主語の人称・数・時制に対応して一般動詞の場合と同様の語形変化をする。

## 疑問文と否定文の形成

### 助動詞が無い文の場合
助動詞が無い肯定文を疑問文・否定文にするには、助動詞 do を用いる。その場合の do は主語の人称・数・時制に対応して語形変化する。その際の語順は、疑問文の場合「助動詞 do →主語 →本動詞」となる。
- 例:Do you swim? 「あなたは泳ぎますか？」
- 例:Does he swim? 「彼は泳ぎますか？」
- 例:Did you swim? 「あなたは泳ぎましたか？」

ただしbe動詞と古風なイギリス英語における所有を表す have は、do を使わずに主語と倒置させて疑問文を作る。
- 例:Are you a swimmer? 「あなたは泳者ですか？」
- 例:Have you a pen? 「ペンを持っていますか？」

否定文の語順は「主語→助動詞 do→副詞 not→本動詞」となる。一般に do と not が縮約して don't になる。疑問文と同様、be と古風なイギリス英語における have は、do を用いない。
- 例:I do not swim. 「私は泳ぎません。」
- 例:He does not swim. 「彼は泳ぎません。」
- 例:You did not swim. 「あなたは泳ぎませんでした。」
- 例:I am not a swimmer. 「私は泳者ではありません。」
- 例:I have not any money. 「私はお金をまったく持っていません。」

### 助動詞がある文の場合
助動詞がある肯定文を疑問文にするには、助動詞を主語の直前に置き語順を「助動詞 - 主語 - 本動詞」にする。
- 例:Can you swim? 「あなたは泳げますか？」
- 例:Are you driving? 「運転中ですか？」

また、助動詞の直後に副詞 not を置くことにより否定文を形成する。am と may を除き、n't を含む縮約形がある。ただし口語表現では mayn't という形は存在し、また砕けた表現ではあるものの am not→ain't という表現がある。
- 例:I will not swim. 「私は泳ぎません。」
- 例:I am not driving. 「運転中ではありません。」

### 疑問否定文の形成
否定文をさらに疑問文にするには、助動詞を主語の前に移動する。この時、n't を含む縮約形は1語と見なす。
- 例:Don't you swim? 「あなたは泳がないのですか？」
- 例:Aren't you driving a car? 「運転中ではないのですか？」

硬い表現では縮約形を使わないが、この時、not は元の位置に留まる。am と may は縮約形が無いので、必ずこの形式になる。
- 例:Do you not swim? 「あなたは泳がないのですか？」
- 例:Are you not a swimmer? 「あなたは泳者ではないのですか？」

### 否定命令文の形成
動詞の種類にかかわらず don'tを文頭に置く。副詞の never を用いることもある。
- 例:Don't swim. 「泳ぐな」
- 例:Don't be surprised. 「驚かないでね」
- 例:Never mind.「気にするな」

### 付加疑問文の形成
助動詞と代名詞からなる2語の疑問文を文末に付加し、付加疑問文を形成する。付加疑問文では文中の動詞と同一の時制、相をとる。先行する文が肯定文の場合は付加疑問文は否定文となり、先行する文が否定文の場合は付加疑問文が肯定文となる。つまり先行文と肯定・否定の関係を逆転させる。
- 例:He will study English, won't he? 「彼は英語を勉強しますね？」
- 例:He is studying English, isn't he? 「彼は英語を勉強していますね？」
- 例:He won't study English, will he? 「彼は英語を勉強しませんね？」
- 例:He isn't studying English, is he? 「彼は英語を勉強していませんね？」

このとき硬い表現での付加否定疑問文では、助動詞→主語→notの語順となる。よって I を主語とした文では 〜, am I not? となるわけであるが、堅すぎるとして口語においては 〜, don't you think? 等と言い換えることがある。

### 動詞の強調
助動詞 do を本動詞の前に置いて動詞を強調する。
- 例:I do swim. 「本当に泳ぎます」

この用法は平叙文ではbe動詞に使えないが、命令文では使える。
- 例:Do be prepared. 「しっかり準備しておいてください。」

### 疑問文に対する回答で元の動詞を代表する
この用法の do は特に「代動詞」と呼ばれることがある。
- 例:Do you swim? / Yes, I do. 「あなたは泳がないのですか？」 「はい、泳ぎます。」
- 例:Can't you swim? / Yes, I can. 「あなたは泳げないのですか？」 「泳げます。」

日本語と違い、疑問が肯定的であるか否定的であるかに関わらず回答が肯定文ならば yes、否定文ならば no で答える。

### 二重否定
現代英語の規範文法では、二重否定は肯定を意味する。否定を否定することによって強い肯定を表す場合の他に、ためらいなど話者の微妙な感情を表現している場合がある。
- I've never done anything illegal.「違法なことをしたことなんか一度もない」。
- I'm not uninterested in marrying you.「君との結婚に興味がないわけじゃないんだよ」。

17世紀以前の英語や、今日でも一部の地域方言、また黒人英語に代表される社会方言等では、二重否定は否定の強調として使われることがある。ポップ・ミュージックには少なからず見られる表現である。
- We don't need no education.「教育なんか必要ない」

## その他の品詞

### 形容詞
形容詞は古英語期まで修飾する名詞の数・性・格によって変化していたが、現在では消失した。語形変化としては比較級の -er および最上級の -est 接辞がある。3音節以上の語では級変化せず、直前に副詞 more, the most を置く。一部の形容詞には語幹変化するものもある。
英語の形容詞の位置は安定しており、補語となる場合を除き修飾される名詞の前に置かれる。修飾される名詞がsomebody, anybody, nobody, someone, anyone, no one, something, anything, nothingの場合のみフランス語のように後置される。

### 副詞
元来独立して副詞として存在してきたものに加え、古英語時代の接尾辞 -lice の流れを受け、形容詞に -ly を付けた物が多い。
形容詞や別の副詞を修飾する場合は前置されるが、動詞を修飾する場合は前置の場合と後置の場合がある。

### 冠詞
冠詞は、限定詞の1種。
冠詞には定冠詞the と不定冠詞a/an が存在する。これもすべての格変化を消失している。

### 前置詞
接置詞の一種で前置詞は、SVO型の英語においては特に発達している。理由としては、中英語期まで名詞は主格の他に属格、与格、対格の格変化を持っており、語形変化によって他の語との意味的な関係を表していたが、現代英語に至って格が消失した結果、それを補うために発達したのだと考えられる。

### 接続詞
接続詞には、等位接続詞と従属接続詞がある。接続詞#英語の接続詞に詳しいので、そちらを参照されたい。

### 間投詞
間投詞は、Oh, Yeah. などのことばである。
品詞は内容語と機能語に大別される。一般的に、名詞・動詞・形容詞・副詞が内容語、代名詞・助動詞・冠詞・前置詞・接続詞・間投詞が機能語である。be動詞やhaveが助動詞として用いられる場合は、機能語となる。

## 基本文型
英語は、元来印欧語が持っていた名詞の格変化や動詞の人称変化のほとんどを失ったため、文中の格関係を語順に依存しており、したがって語順が固定的であり「文型」がはっきりしている。
日本の英語教育ではC・T・オニオンズの提唱した5文型という考え方が英語の基本文型として広く使われている。
5文型は、英文の中心をなす主語述語部分において、前置詞無しに語を並べただけで文ができあがっている物を並んだ語の種類によって分類したものと言える。そこで使われている語は主語としての名詞、存在を言う述語としてのbe動詞、作用を言う述語としての一般動詞、主語の性質や状態を言う形容詞、一般動詞の目的語になる名詞、その目的語に対する内容的な述語になる動詞の原形や名詞や形容詞である。ここには文の大基本である主語と述語に含まれている意味への考察がなされていない。そのため意味に基づいて言葉を使用しようとしている学習者にはかえって妨げとなっているのである。
これまでは下記の文型が主要かつ重要なものであるとして扱われてきた。英文の構造の分類法としての5文型は日本以外の国ではあまり一般的ではないが、動詞の語法を説明する上では、「基本5文型」をベースとした動詞型の分類が世界的に受け入れられていて、ジーニアス英和辞典、Oxford Advanced Learner's Dictionary 等の多くの権威ある辞書において積極的に採用されている。
通常、進行形の文は第2文型とは見なさず、動詞部分を三単現など主語に合わせた形にして文型を考える。また完了形も同様である。また受動態の文も5文型に当てはまらない。群動詞を含む文は群動詞全体を1つの動詞と考えることが多い。
ランドルフ・クァークは付加語Aを加えた考え方を提唱している。付加語Aは修飾語Mとは異なり省略することができない。この考えでは従来の5文型にSVAとSVOAという文型が加わる。また第2文型のうちVがbe動詞の場合を特別に扱う考えもある。また A・S・ホーンビーは第3文型、第4文型、第5文型のOやCが不定詞や分詞や動名詞やthat節の場合などで細かく分類した文型を提唱している。

### 第1文型 S+V
これは修飾語Mを除いたとき、主語Sと述語動詞Vだけで文章が完結している文型である。このときそのVを完全自動詞という。
第1文型に用いられる動詞には be, come, go などがある。

### 第2文型 S+V+C
これは修飾語Mを除いたとき、主語Sと述語動詞Vと主語を説明する補語Cで文章が成り立っている文型である。このときそのVを不完全自動詞という。このとき主語S⊆補語Cという関係が成立している。
第2文型における文の例：He is a teacher. 彼は先生です。
これが最も基本的な核となる部分であり、もしこれを「彼は英語の先生です。」としたいならば、 He is an English teacher. というように継ぎ足せばよい。
- He is kind. He is busy. 彼は親切である。彼は忙しい。
- He looks busy. 彼は忙しく見える。
- This tastes good. これは美味しい味がする。

第2文型に用いられる動詞には次のものがある。
- 状態の維持を表す be, remain, keep, lie, stay など。
- 状態の変化を表す become, get, come, go など。
- 感覚を表す sound, feel, look, hear, smell, taste など。
- 感想を表す seem, appear など。

### 第3文型 S+V+O
これは修飾語Mを除いたとき、主語Sと述語動詞Vと動作の対象となる目的語Oで文章が成り立っている文型である。このときそのVを完全他動詞という。
第3文型における最も有名で分かり易い文としては I love you. （私はあなたを愛しています。）が挙げられる。

### 第4文型 S+V+IO+DO
これは修飾語Mを除いたとき、主語Sと述語動詞Vと動作を受ける間接目的語IOとその動作をする直接目的語DOで文章が成り立っている文型である。このときそのVを授与動詞という。
間接目的語IOと直接目的語DOの位置を入れ替えると、前置詞が加わってS+V+DO+前置詞+IOという形になる。このときの前置詞は to か for の場合がほとんどであり、これらの使い分けは動詞のもつ性質が相手の元に何かを届かせるタイプか相手のために何かをするタイプかで分けられる。
第4文型に用いられる動詞には次のものがある。
- to が加わる give, hand, pass, offer, allow, sell, lend, owe, show, teach, tell, promise, read など。
- for が加わる buy, make, get, do, find, cook, play, choose など。

### 第5文型 S+V+O+C
これは修飾語Mを除いたとき、主語Sと述語動詞Vと動作の対象となる目的語Oと目的語を説明する補語Cで文章が成り立っている文型である。このときそのVを不完全他動詞という。
第5文型における例文としては、 I think him a suspect. （私は彼を容疑者だと考えている。）がある。このとき目的語 O ⊆ 補語 C という関係が成立している。第5文型における、この関係はオットー・イェスペルセンが考えた用語「ネクサス」の一種である。ネクサスとは主語・述語の関係をさすが、本来の主語・述語の他に第5文型の目的語と補語のような意味上の主語・述語も含まれる。
言い換えると、OCとは、文の中心の主語述語以外で主語述語に当たるものを言うときに、主語を目的格にしてOとし、述語を動詞の原形にしたり(原形不定詞、例：I made him play. himがO、playがCとなる。文の中心の主語述語：IがS、madeがV。中心以外の主語述語：himがSS、playがSV)、be動詞を省略して残したりした物をCとしているわけである。
第5文型は基本文型とされているが、元の文におけるOCが内部的にS+Cの文を含むと考えられることから、基本文型としては扱わないほうが実際的だという考えもある。
第5文型に用いられる動詞には次のものがある。
- 知覚動詞の feel, see, hear, watch, observe, notice, smell, perceive, taste など。
- 使役動詞の make, have, let, get, allow, permit, cause, force, compel, oblige など。